# Hackney (rasa koni)

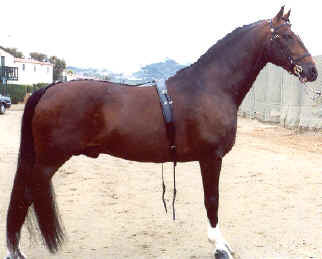
Gniady ogier rasy hackney

Hackney – jedna z ras konia domowego. Jest potomkiem brytyjskich kłusaków. Jest to stosunkowo nowa rasa, wyhodowana w ciągu XX wieku, na bazie ras norfolk roadster i yorkshire roadster, a uszlachetnionego domieszką krwi koni arabskich i pełnej krwi angielskiej. 

## Budowa,pokrój,eksterier, użytkowość
Jest to wdzięczny koń, poruszający się z wielką gracją, o wysokich chodach, nadający się do lekkiego zaprzęgu. Niegdyś nazwa tej rasy miała dość pejoratywne znaczenie, ponieważ konie zaprzęgane były do różnego rodzaju pojazdów, między innymi ciągnęły omnibusy i inne zwykłe pojazdy. Powoli jednak wygląd zewnętrzny hackneya został uszlachetniony i powstała forma współczesna, popularna nie tylko w Wielkiej Brytanii, ale także w Ameryce Północnej. Często używany jest do poprawiania wyglądu i możliwości innych ras, zwłaszcza kłusaków i lekkich koni zaprzęgowych. 
Wysokość w kłębie wynosi 1,42 – 1,60 m.